# Hill Hall
Pour les articles homonymes, voir Hill.
Hill Hall est un manoir élisabéthain situé à Theydon Mount près d'Epping, Essex, Angleterre. Bien qu'appartenant à English Heritage, le bâtiment se compose de nombreux appartements privés. C'est un bâtiment classé Grade I. 
L'importance de Hill Hall réside dans deux caractéristiques. Tout d'abord, il possède certaines des premières décorations classiques de tous les bâtiments survivants en Grande-Bretagne - les rangées de colonnes et de frises sur les murs de la cour et l'utilisation d'une colonne "géante" (c'est-à-dire s'élevant sur deux étages) sur les façades extérieures. Deuxièmement, l'incendie de 1969 a détruit la plupart des intérieurs mais pas, miraculeusement, une série de peintures murales au premier étage, plus ou moins achevées lors de la construction de la maison à la fin du XVIe siècle.

## Histoire
La maison est construite à l'origine pour Sir Thomas Smith sous le règne d'Elizabeth Ire afin de remplacer une maison du XIIe siècle sur le même site. La construction est réalisée en plusieurs intervalles (1567-8, 1572-3) entrecoupés de séjours de Smith en tant qu'ambassadeur en France. La maison se dresse sur 50 hectares (120 acres) de parc conçu par Humphry Repton.
La famille Smith, plus tard Bowyer-Smyth, reste sur le site jusqu'au milieu du XIXe siècle.
Hill Hall est un camp de prisonniers de guerre pendant la Seconde Guerre mondiale. Les femmes enceintes de l'est de Londres sont également évacuées de Londres au début de la Seconde Guerre mondiale et des bébés y sont également nés. Plus tard, Hill Hall devient une prison pour femmes jusqu'à un incendie en 1969. Il fait depuis partie du Heritage Trust. Des visites limitées sont possibles pour voir les peintures murales d'époque décrites par Croft-Murray du British Museum comme la plus importante survivance de la peinture de figures décoratives élisabéthaine en Angleterre.
Selon la légende locale, Hill Hall était autrefois le site d'un duel entre sept frères, pour la main d'une belle fille. Chaque frère a été tué. C'est aussi prétendument le repaire d'un chien noir fantôme.